# Villexanton
Villexanton is een gemeente in het Franse departement Loir-et-Cher (regio Centre-Val de Loire) en telt 213 inwoners (2004). De plaats maakt deel uit van het arrondissement Blois.

## Geografie
De oppervlakte van Villexanton bedraagt 11,6 km², de bevolkingsdichtheid is 18,4 inwoners per km².
De onderstaande kaart toont de ligging van Villexanton met de belangrijkste infrastructuur en aangrenzende gemeenten.

## Demografie
Onderstaande figuur toont het verloop van het inwonertal (bron: INSEE-tellingen).